# Brett Phillips
Brett Maverick Phillips (Seminole, 30 maggio 1994) è un giocatore di baseball statunitense che gioca nei ruoli da esterno per i Los Angeles Angels della Major League Baseball (MLB).

## Carriera

### Gli inizi
Diplomatosi nel 2012 alla Seminole High School della sua cittadina natale, venne selezionato dagli Houston Astros al draft MLB 2012. Scelse di iniziare a giocare in Minor League anziché entrare a far parte della North Carolina State University, partendo dai Gulf Coast Astros appartenenti alla Gulf Coast League, classe Rookie. Negli anni a seguire continuò a scalare i livelli delle minors, raggiungendo la classe Tripla-A per la prima volta nel 2017 quando vestì la maglia dei Colorado Springs Sky Sox.

### Milwaukee Brewers
Phillips, i cui diritti vennero acquisiti dai Brewers il 30 luglio 2015 a seguito di uno scambio con gli Astros, debuttò in MLB il 5 giugno 2017 in occasione della sconfitta interna per 7-2 contro i San Francisco Giants. Durante quella stagione fu utilizzato in 37 partite, nelle quali ebbe una media battuta di .276 con 4 fuoricampo. Tra l'aprile e il luglio del 2018, prima di essere scambiato, in Major League trovò spazio solo per 15 gare e 24 apparizioni al piatto, viaggiando a una media di .182 senza battere alcun fuoricampo. In questo periodo giocò spesso nelle minors con i Colorado Springs Sky Sox.

### Kansas City Royals
Il 27 luglio 2018, Phillips e Jorge López vennero scambiati dai Milwaukee Brewers ai Kansas City Royals in cambio di Mike Moustakas. Nella restante parte di stagione venne utilizzato in 36 partite (.188 la sua media battuta, 2 i fuoricampo). Iniziò poi l'annata 2019 agli Omaha Storm Chasers in classe Tripla-A, salvo poi essere richiamato in MLB ad agosto. Di lì a fine anno, mise a referto 30 presenze con una media battuta di .138 e 2 fuoricampo. Fu poco utilizzato dai Royals anche nel corso della MLB 2020, visto che da inizio stagione al mese di agosto fu in grado di collezionare solo 34 apparizioni al piatto.

### Tampa Bay Rays
Il 27 agosto 2020, i Tampa Bay Rays lo acquisirono in cambio di Lucius Fox. Fece il suo debutto ufficiale con la nuova franchigia il successivo 4 settembre, entrando da pinch runner nel corso dell'ottavo inning della vittoria per 5-4 sui Miami Marlins.
Il 24 ottobre 2020 egli divenne protagonista a sorpresa di gara 4 delle World Series tra i suoi Tampa Bay Rays e i Los Angeles Dodgers: nella parte bassa dell'ultimo inning, con due giocatori dei Rays eliminati e due strike sul conto, Phillips (che era entrato all'ottavo inning come pinch runner) colpì la valida che, unita a un paio di errori della difesa, permise di segnare i due punti che ribaltarono il risultato terminando così la partita. Prima di allora, Phillips non aveva mai segnato una valida in postseason. Nonostante il suo gesto abbia portato la serie sul 2-2, furono poi i Dodgers a vincere il titolo.
Nel 2021 fu impiegato dai Rays in 118 partite, nelle quali fece registrare una media battuta di .206 e batté 13 fuoricampo. Nel corso della stagione 2022 invece giocò con i Rays 83 partite, prima di essere scambiato: fino a quel momento stava viaggiando a una media battuta stagionale di .147.

### Baltimore Orioles
Il 2 agosto 2022 venne scambiato ai Baltimore Orioles in cambio di denaro. Dopo aver battuto solo 2 valide in 17 turni di battuta nell'arco di 8 partite (per un .118 di media battuta ancora peggiore di quello che stava facendo segnare in stagione a Tampa Bay), Phillips venne rimpiazzato nel roster da Kyle Stowers.

### Los Angeles Angels
Il 9 gennaio 2023 i Los Angeles Angels ingaggiarono ufficialmente Phillips con un contratto annuale da 1,2 milioni di dollari.